# 池田和穗
池田 和穗（いけだ かずお、1947年9月14日  - ）は、日本の実業家。日清フーズ株式会社会長、日清製粉グループ本社副社長、日清製粉プレミックス社長を務めている。

## 経歴
国際商科大学商学部を卒業後、1971年日清製粉に入社。数年後、社内選考をパスして米国コーネル大学へ１年間留学。食品流通経営学を学んだ。2002年に日清製粉執行役員、2004年に取締役。2005年日清フーズ社長に就任。以来10年以上日清製粉の取締役を務めている。
大学時代はゴルフ部に在籍しており、ケンウッド元社長の中野宏とは大学の同期で親しい友人である。
- 1971年（昭和46年）4月 日清製粉株式会社入社
- 2002年（平成14年）6月 日清フーズ株式会社常務取締役経営企画部長当社取締役
- 2003年（平成15年）6月 日清フーズ取締役社長兼任当社常務取締役
- 2010年（平成22年）6月 日清製粉グループ本社専務取締役
- 2012年（平成24年）6月 日清製粉グループ本社副社長兼日清フーズ会長